# NGC 83
NGC 83はアンドロメダ座方向、地球から約2億6000万光年先にある楕円銀河。イギリスの天文学者ジョン・ハーシェルによって1828年8月17日に発見された。14.2等級で見える。ニュージェネラルカタログを編纂したドイツの天文学者ジョン・ドライヤーはこの天体について、「2つの核が拡散して見え、そばに明るい星が3つ存在する」と記録している。
NGC 80をはじめとする周囲の銀河とNGC 80銀河群を形成している。

## 観測された物理量
NGC 83はNGC 80銀河群の中でも特に目立つ銀河の1つであるため、複数の手法や観測装置によって幾たびも物理量の測定がなされた。
1973年に発刊されたウプサラ銀河カタログではNGC 83の視線速度を6541km/sとしていた。
1999年に、NGC 83を含む数万個の銀河についての情報をまとめたツヴィッキーカタログがアップデートされた際は、アメリカアリゾナ州ホプキンス山のMMT 天文台の観測装置や、フレッド・ローレンス・ホイップル天文台の1.5m望遠鏡に取り付けられたZ‐machineと名付けられた分光器またはFASTと名付けられた分光器を用いて、NGC 83の視線速度が6303±44km/sと求められた。
2001年に2MASSで観測された銀河のうち4192個の銀河のKバンドでの光度関数が求められた際には、NGC 83の赤方偏移が0.021013と求められた。
同年に世界中7か所の望遠鏡で30年以上にわたって得られた20を超えるデータセットから銀河群の物理量を決定するSMACプロジェクトでは、NGC 83の赤方偏移を0.020853と求めた。。
2004年には、ドイツのX線観測衛星ROSATのデータより絞り込まれた近傍にある41の銀河群などに属する2419個の銀河の赤方偏移をサーベイ観測した結果が報告され、NGC 83の赤方偏移は0.0207711と求められた。
2MASSを拡張させた2MASS XSCカタログに掲載された天体の中から距離を測定するために分光観測を行う2MASS赤方偏移サーベイという観測が行われており、そのデータのうち銀河群について解析した結果が2007年に発表された。このサーベイは銀河面に沿った天体で行われていたが、NGC 83が銀河面に近かったため観測対象に入っていた。それによるとNGC 83の視線速度は6304km/sで、距離は84.98Mpcだった。
2008年に発表された、球状星団から楕円銀河までの異なるスケールの星の集団からなる天体についてデータを精査した論文では、NGC 83までの距離をほかの測定結果より近い80.6Mpcと報告している。
2015年には再び2MASS赤方偏移サーベイからの銀河群のデータについて解析がなされ、NGC 83の視線速度を6227km/sとしている。
同年に発表された、アメリカマクドナルド天文台のホビー・エバリー望遠鏡の分光器を用いて1022個の銀河から超大質量ブラックホールを探すサーベイであるHETMGS(Hobby-Eberly Telescope Massive Galaxy Survey)では、得られたスペクトルからNGC 83の視線速度を6149.8±15.7km/sと求めている。
2016年にはスピッツァー宇宙望遠鏡やSix Degree Field Galaxy Survey collaborationと呼ばれるチームのデータからCosmicflowsと呼ばれる18000近くの銀河のデータベースが作成・更新され、NGC 83の視線速度を6227km/s、距離を83.18Mpcと求めている。

## NGC 83の構造
2005年に報告された、キットピーク国立天文台の3.5mWIYN望遠鏡やBIMA電波望遠鏡を用いたNGC 83など複数の銀河の一酸化炭素分子輝線による分子ガス分布などの観測結果からは、NGC83からは十分に緩和したガス構造が見られた。また、電波領域での連続光観測や遠赤外線のフラックス観測からは、現在も星形成が行われているであろう兆候が得られた。同様のタイプの銀河であるNGC 2320とNGC 5838も同時に観測され、構造が比較された。